# Elnesvågen
Elnesvågen is een plaats in de Noorse gemeente Hustadvika, in de fylke Møre og Romsdal. Elnesvågen, met 2133 inwoners (2007), is de hoofdplaats van de gemeente, De plaats heeft een oppervlakte van 2 km².